# Assedio di York
L’assedio di York del 1644 fu un assedio mosso alla città di York nel corso della Guerra civile inglese da parte dei covenanters scozzesi e dei parlamentari inglesi alle forze realiste al comando del marchese di Newcastle asserragliate al suo interno. Perdurò dal 22 aprile al 1º luglio quando la città venne liberata dal principe Rupert del Reno. Rupert ed il marchese di Newcastle vennero però sconfitti il giorno successivo nella Battaglia di Marston Moor, e l'assedio riprese la città sino alla sua resa il 16 luglio successivo.

## La campagna militare

### I primi anni della Guerra civile
Nel corso del XVII secolo, York venne spesso definita la "capitale del nord" e talvolta la "seconda città dell'Inghilterra" (anche se Bristol aveva una popolazione più numerosa). Essa era la sede prestigiosa dell'arcivescovo di York, ed era il centro di un fitto commercio religioso.
Quando scoppiò la guerra civile nel 1642, i realisti dello Yorkshire vennero assediati nella città per breve tempo, sino a quando il conte di Newcastle (poi elevato al titolo di marchese) non venne in loro aiuto da nord.
Nell'anno successivo, il marchese di Newcastle sconfisse l'esercito settentrionale dei parlamentari al comando di Lord Fairfax e di suo figlio Sir Thomas Fairfax nella Battaglia di Adwalton Moor e portò i sopravvissuti a Hull. I realisti assediarono quindi Hull, ma non riuscirono ad impedire ai parlamentari di riprendersi la città dal mare. Vi fu anche un tentativo di corrompere il governatore locale, sir John Hotham. Il marchese di Newcastle inviò dei distaccamenti nel Lincolnshire, ma questi vennero sconfitti a Gainsborough ed a Winceby dalla cavalleria parlamentare al comando di Oliver Cromwell e di sir Thomas Fairfax.

### La campagna del 1644
Sul finire del 1643, il parlamento siglò un trattato, la Solemn League and Covenant con la Scozia. Il 19 gennaio 1644, un esercito scozzese al comando del conte di Leven invase il Northumberland. Il marchese di Newcastle prese il grosso del suo esercito e lo portò verso nord per contrastare questa avanzata, lasciando John Belasyse al ruolo di governatore di York con 1500 cavalli e 1800 fanti. Dall'autunno del 1643, la cavalleria di sir Thomas Fairfax si era spostata nel Cheshire, dove aveva combattuto la Battaglia di Nantwich. A questo punto, iniziò a sostarsi verso i Pennines nello Yorkshire. Per evitare la ricongiunzione dell'esercito di lord Fairfax a Hull, Belasyse occupò il villaggio di Selby che si trovava tra i due. L'11 aprile, Thomas Fairfax e la fanteria parlamentare al comando di sir John Meldrum investì Selby, catturando Belasyse e gran parte della sua armata.
Avendo saputo la notizia, il marchese di Newcastle si rese conto che York si trovava in pericolo e pertanto ripiegò sulla città entrandovi il 19 aprile. L'esercito scozzese lo seguì e si unì a quello di Fairfax ed insieme mossero verso la città il 22 aprile.

## L'assedio - da aprile a giugno
Il marchese di Newcastle inviò gran parte della propria cavalleria fuori dalla città per aderire ad altre armate realiste sul territorio e questi, sebbene inseguiti, riuscirono a fuggire. Guidati dal tenente generale del marchese di Newcastle, Lord Goring, si spostarono a sud nel Derbyshire e poi attraversarono i Pennines nel Lancashire. Una guarnigione di 800 cavalieri e 5000 fanti rimase a York sotto il diretto comando del marchese di Newcastle e del suo tenente generale, Lord Eythin.
York si trovava alla confluenza del fiume Ouse e del più piccolo fiume Foss, ed all'epoca vi era solo un ponte sull'Ouse tra Selby e Boroughbridge, rendendo pertanto difficile investire la città con un grosso esercito. Gli scozzesi occuparono il settore ovest della città, mentre le truppe di Fairfax quello est. Il Foss era stato chiuso alla sua confluenza con l'Ouse poco dopo la conquista normanna, creando così un grande lago che proteggeva la città da nord. Al XVII secolo, ad ogni modo, il lago aveva iniziato a diminuire di profondità rendendo così possibile attraversarlo a piedi. I parlamentari costruirono un ponte di barche sull'Ouse a Acaster Malbis a diverse miglia a sud di York per permettere le comunicazioni tra le due armate.
I parlamentari si concentrarono sul villaggio di Acomb (all'epoca chiamato Ackham), per cercare di tagliare i viveri agli assediati, compiendo qui dei raids. Gli assedianti avevano come scopo ulteriore quello di mantenere le comunicazioni con Hull da cui pervenivano loro munizioni e rifornimenti.

## L'assedio – giugno
L'esercito parlamentare della Eastern Association, al comando del conte di Manchester giocò un ruolo minimo nella guerra. Il 6 maggio, assediarono Lincoln, rimuovendo i realisti dall'area. Si spostarono ad assediare York il 3 giugno, catturando il settore nord sguarnito tra l'Ouse ed il Foss. Un altro ponte di barche venne costruito sull'Ouse a Poppleton per permettere le comunicazioni con altre armate. Col settore nord al sicuro, un gran numero di parlamentari si trovò attorno alla città di York. Diverse guarnigioni realiste dell'area come quella presso il castello di Crayke vennero catturate.
Gli assedianti erano ora determinati alle operazioni. L'anello interno delle difese della città consistevano in mura medievali. Vi era anche un anello esterno di "sconces" (piccoli terrapieni a fortini, ciascuno con la propria guarnigione composta da una compagnia di fanteria e due o tre cannoni ciascuno). Gli scozzesi attaccarono due di questi "sconces" del settore ovest il 6 giugno, ma non riuscirono a catturarne un altro presso Mount, a mezzo miglio di distanza da Micklegate Bar per l'arrivo di rinforzi dalla città. I realisti dovettero quindi abbandonare le strutture di difesa esterne alla città.
Gli assedianti ripresero quindi l'attacco alla città. Il marchese di Newcastle aprì i negoziati per un trattato, ma fu probabilmente un modo per prendere tempo. Il 10 giugno parte della cavalleria realista tentò una sortita per fuggire dalla città, ma venne costretta a ritornare nella città di York. Nel frattempo, gli assedianti avevano dato inizio alla costruzione di batterie per l'artiglieria ed a scavare tunnel sotterranei per minare le mura.
Il parlamento inglese aveva nel frattempo dato incarico a sir Henry Vane il Giovane, come commissario delle armate alleate, di portarsi a York. Vane portava con sé istruzioni riguardanti la necessità di resistere agli attacchi che certamente sarebbero a breve pervenuti dai realisti che si stavano avvicinando con un grande esercito al comando del principe Rupert del Reno. Leven ed i suoi comandanti si erano già opposti a tale opzione, e quando Vane giunse sul posto il 9 giugno, si risolsero a tentare di catturare York anziché disperdere le loro forze con mezze misure. Vane si accordò con questa strategia.

### Il tentativo di attacco
Con la "sconce" di Mount ancora nelle mani dei realisti, gli assedianti si concentrarono con gli attacchi in due settori. Per attaccare Walmgate Bar, prepararono una batteria presso un'altura vicina, Lamel Hill, e tentarono di scavare un tunnel verso il barbacane di Walmgate Bar. I cannoni crearono delle crepe (ancora oggi visibili nella struttura) e rovinarono la St Lawrence Church, l'antico ospedale di St Nicholas (che non venne mai più ricostruito), e molte case nell'area.

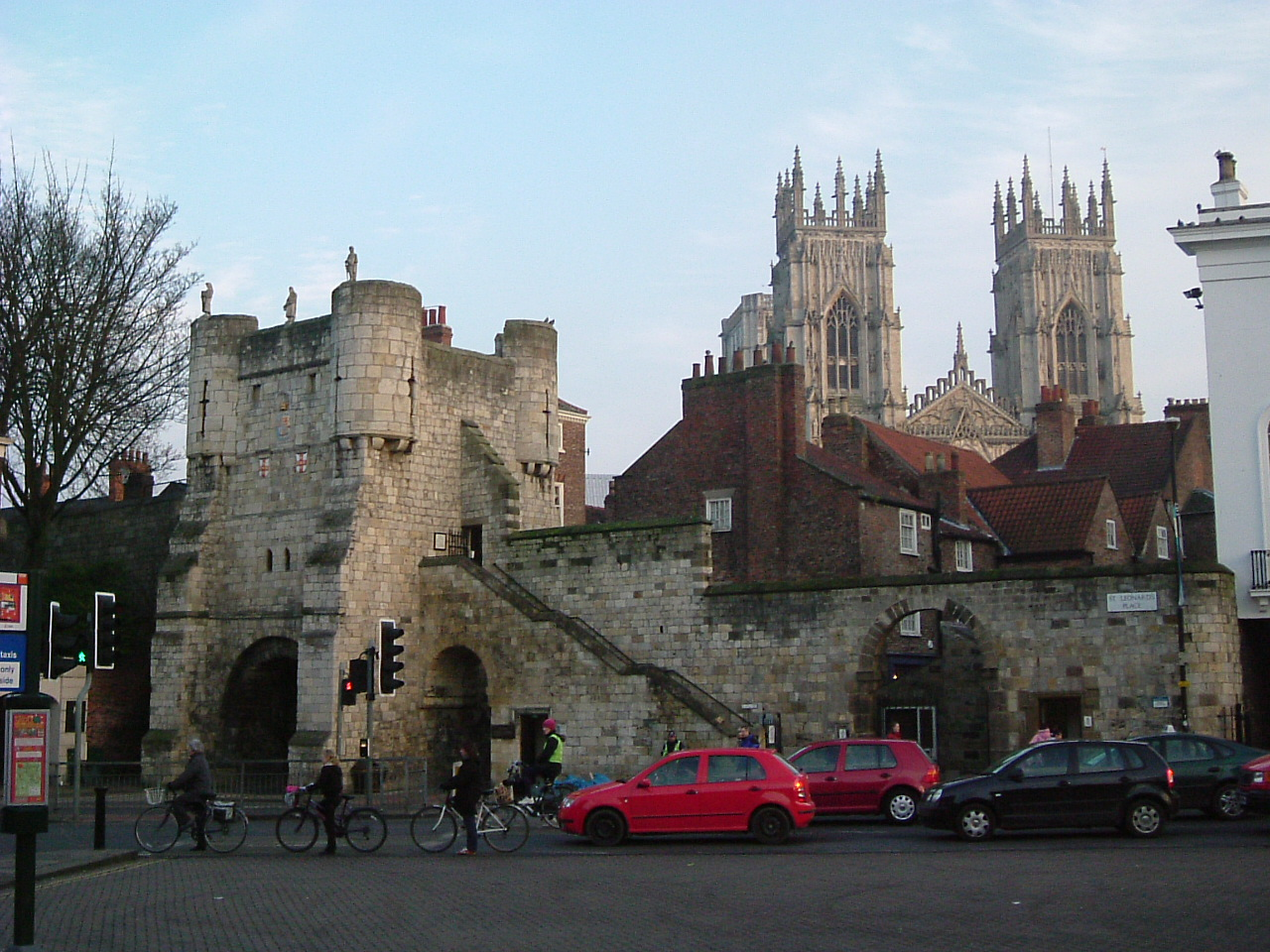
Bootham Bar all'ombra dello York Minster

Nel frattempo, la Saint Mary's Tower (appena fuori dal Bootham Bar, nell'angolo nord-ovest del muro esterno dell'ex Abbazia di St Mary), gli uomini del marchese di Manchester si posero in protezione. Il 16 giugno, questa torre venne colpita da un'esplosione tramite un tunnel sotterraneo. Un reggimento di fanti venne spostato sul sito, ma non rimanevano altri rinforzi disponibili. Altri realisti riuscirono ad aggirare il sito e da prendere gli attaccanti alle spalle. I parlamentari subirono la morte di 300 soldati. Il maggiore generale del marchese di Manchester, Lawrence Crawford, venne accusato del fallimento, ma i parlamentari decisero di non riprendere l'assalto alla breccia.

## La salvezza
Quasi nel contempo, due armate si stavano avvicinando alla città. Il principe Rupert guidava un grande esercito realista dal Lancashire per salvare York dall'assedio. Altri rinforzi stavano arrivando dalle Midlands al comando del conte di Denbigh per unirsi a quelle di Rupert. Il 28 giugno gli assedianti vennero a sapere che il principe Rupert aveva battuto la loro retroguardia a Skipton ed il 30 June abbandonarono temporaneamente l'assedio per spostarsi a Marston Moor e confrontarsi con lui.
Dalla città vennero inviate delle pattuglie verso l'esterno che constatarono che effettivamente le armate parlamentari stavano abbandonando le mura di York. Gli uomini del marchese di Newcastle a questo punto si diedero al saccheggio di cannoni, munizioni e di 4000 paia di stivali abbandonati sulle linee di assedio.
Nel frattempo, Rupert aveva bypassato scozzesi e parlamentari e si era portato verso la città a nord. Il principe portava con sé un ordine del re che gli imponeva di sconfiggere scozzesi e parlamentari in battaglia prima di fare ritorno nell'Inghilterra meridionale. Questo ordine ad ogni modo non era possibile da portare a termine dal momento che molti erano i soldati che si erano ammutinati per la mancanza di una paga da molto tempo. Alcuni si erano dati al saccheggio, altri erano ubriachi sul campo di battaglia. Quando Rupert ed il marchese di Newcastle si rivolsero a loro, 3000 uomini (con 100 "gentiluomini volontari" a cavallo) si unirono sotto le loro bandiere e marciarono a mezzogiorno del 2 luglio di quell'anno, lasciando 1000 uomini (il reggimento di Belasyse, Sir Thomas Glemham e Sir Henry Slingsby di Red House) a difendere la città.
Quella sera, le truppe del marchese di Newcastle vennero sconfitte nella Battaglia di Marston Moor. I fuggitivi dall'esercito del principe Rupert si aprirono la strada verso York. Sir Henry Slingsby, che aveva preso parte alla battaglia come volontario, scrisse: "arrivammo poi a York, che era in grande confusione".

## La fine dell'assedio
Sebbene i realisti disponessero di ulteriori truppe a nord da poter utilizzare, Rupert considerò più proficuo l'unirsi alla "Oxford Army" nell'Inghilterra meridionale ed abbandonò pertanto le posizioni il 4 luglio. Il marchese di Newcastle giudicando ormai senza speranza la situazione, salpò da Scarborough coi suoi ufficiali più fidati e si portò in esilio sul continente europeo.
Sir Thomas Glemham venne lasciato a governare la città. Gli scozzesi ed i parlamentari (rinforzati dalle armate di Meldrum e Denbigh) ripresero l'assedio il 5 luglio. Glemham disponeva di soli 1000 uomini (anche se Rupert aveva lasciato sul posto diversi cannoni), e pertanto vi era ben poca speranza di avere vittoria. Glemham poté unicamente condurre dei negoziati onorevoli per la resa. Il 16 luglio, i suoi uomini marciarono fuori dalla città con le loro armi in pugno e con le bandiere alla volta di Richmond e Carlisle, con pieni onori militari.
Lord Fairfax venne creato governatore di York dal parlamento. Egli protesse la città rifiutandosi di permettere agli zeloti religiosi ed agli eserciti vittoriosi degli scozzesi e dei parlamentari di vandalizzare le chiese locali (tra cui il York Minster).